# Макс Швабински
Макс Швабински (17. септембар 1873 – 10. фебруар 1962) био је чешки сликар, цртач, графичар и професор Академије графичке уметности у Прагу. Швабински се сматра једним од запаженијих уметника у историји чешког сликарства, који је створио значајна дела током прве половине 20. века.  

## Биографија
Макс Швабински, пуног имена Максимилијан Теодор Јан Швабински, је рођен 17. септембра 1873. године у Кромерижу. Био је ванбрачно дете Марије Швабински и одрастао је у скромној породици коју су чиниле мајка, тетка, бака, и деда који је рано умро. Проводио је доста времена у баштама и вртовима града, фасциниран цвећем, инсектима, а посебно лептирима.
1891. је примљен на Академију лепих уметности у Прагу, где је студирао до 1896. године. 1900 се оженио Елом Вејриховом, коју је напустио 1919, а брак је разведен 1919. 1931. се оженио Аном Прохацковом и живео са њом до њене смрти 1942. Након смрти своје друге супруге живео је до краја живота у Прагу, где је и сахрањен, 1962. године.
Заједно са Јаном Прајзлером, Антонином Славичеком и Милошем Јиранеком, био је један од оснивача чешке модерне уметности. Нека од његових најважнијих раних радова били су портрети или породичне слике. Швабински и његова супруга Ела често су боравили са породицом Вејрих у Козлову код Чешке Требове. Тамо га је инспирисао живописни пејзаж. То је период у којем је насликао нека од својих најпознатијих дела. 
У Козлову се почетком века систематски бавио графиком, нарочито гравирањем и мецотинтом (бакрорез). Због високог квалитета свог графичког дела, 1910. године постављен је за професора Прашке академије, а исте године је завршио зидне фреске за Градску кућу у Прагу. 1917. године свој је асортиман проширио гравирањем дрвета, а тада је његов графички рад почео да превазилази и његово сликарство. Током тридесетих година имао је прилику да ради у монументалним формама. После мозаика за национални споменик на брду Жижков, насликао је плоче за три витража катедрале Светог Вида у Прагу. У исто време, и са истом графичком вештином, био је у стању да дизајнира минијатуре за поштанску марку. Познат је и по својим портретима чехословачких културних личности(попут Ј. Манеса, 1917), као и илустрацијама дела неких писаца (Виктор Иго, 1944).

## Награде
На првој седници владе 1945. године додељена му је титула националног уметника. Поред тога, добио је Државну награду 1952, Орден републике  и Орден рада,1958. године, као и титулу почасног доктора Факултета уметности Универзитета Масарик 1933. године. 
Макс Швабински је умро 10. фебруара 1962. године. Викендица у Козлову (близу Чешке Требове, Источна Бохемија, Чешка) у којој је боравио Макс Швабински недавно је обновљена и сада је отворена за посетиоце. Унутрашњост изгледа исто као пре 100 година и овде су приказане многе слике Швабинског. 

## Галерија
- Новчаница од 100 круна са цртежом Швабинског
- Новчаница од 1000 круна са цртежима Швабинског
- Витражи у катедрали светог Вида у Прагу
- Витражи у катедрали светог Вида у Прагу
- Гроб Швабинског на гробљу Вишехрад у Прагу